# پتروویتسه ای
پتروویتسه ای (به چکی: Petrovice I) یک منطقهٔ مسکونی در جمهوری چک است که در ناحیه کوتنا هورا واقع شده‌است. پتروویتسه ای ۱۴٫۷۹ کیلومتر مربع مساحت و ۳۰۵ نفر جمعیت دارد و ۴۳۸ متر بالاتر از سطح دریا واقع شده‌است.